# Oradores áticos
Os dez oradores áticos eram considerados os maiores oradores e logógrafos da Antiguidade Clássica (séculos V e IV a.C.). Eles estão incluídos no "Cânon dos Dez", que provavelmente se originou em Alexandria. A.E. Douglas argumentou, no entanto, que não foi até o século II que o cânon assumiu a forma que é reconhecida hoje.